# Lutfi Al-Sayyid
Pour les articles homonymes, voir Lutfi.
Ahmad Lutfi al-Sayyid (1872 - 1963) est un journaliste et un homme politique égyptien.
Lutfi al-Sayyid travaille dans le journal "Al-Jarida" et est membre du parti politique, Hezb al-Umma.
Dans ses écrits, il insiste sur une définition rigoureuse de la nation égyptienne dont la langue est l'arabe.
Face au problème de la diglossie, il met en avant l'idée de moderniser la langue écrite, pour qu'elle puisse être compréhensible, pour le plus grand nombre de lecteurs. Son influence a été capitale dans l'évolution de la littérature égyptienne.
Le nationalisme de Lutfi al-Sayyid est libéral et s'apparente à un patriotisme républicain. Il défend l'idée d'un patriotisme égyptien ouvert à toutes les communautés ethniques et religieuses composant l'Égypte. C'est un contrat entre la terre et ses habitants, qui excluent donc toute appartenance à une autre patrie. C'est dans cette optique qu'il considérait le panislamisme, comme une forme d'impérialisme.
En 1924, Ahmed Lotfy Al-Sayyed se rend en Palestine pour assister à l'inauguration de l'Université hébraïque, présidée par le président du mouvement sioniste Chaim Weizman, qui devient par la suite le premier président d'Israël, en présence de l'ex premier ministre britannique Arthur James Balfour.
Il s’oppose à l'aide des musulmans de Libye lors de l’invasion italienne de 1911 et écrit une série d’articles intitulée (La politique des bénéfices, pas la politique des émotions) dans laquelle il invite les Égyptiens à rester neutres face à l’occupation italienne de la Libye. Ses articles  provoquèrent alors de nombreuses critiques à son égard.
Dans le premier procès de Taba, il plaida contre Mustafa Kemal, qui était en faveur de l'abolition du Califat ottoman en Turquie.
Il soutient le point de vue du colonialisme britannique dans sa coopération avec les communautés étrangères faisant partie de l’occupation britannique de l’Égypte, qui drainent les ressources du pays, appelant à leur donner le droit de posséder des terres et des banques.
Dans ses mémoires, intitulés: "l'histoire de ma vie", il glorifie Lord Cromer, le consul général britannique en Égypte, il disait de lui:« "Nous avons maintenant l’un des plus grands hommes parmi les rares ... un politicien chevronné et prévoyant" ».

## Source
- L'Orient arabe : arabisme et islamisme de 1798 à 1945, de Henry Laurens  (ISBN 2-200-26375-9)